# آمول‌سار
آمول‌سار (ارمنی: Ամուլսար) یک کوه در رشته‌کوه آمول‌سار در ارمنستان به ارتفاع می‌باشد که در استان‌های سیونیک و وایوتس‌جور واقع شده‌است.